# Batu Kuning (Ulu Manna)
Batu Kuning is een bestuurslaag in het regentschap Bengkulu Selatan van de provincie Bengkulu, Indonesië. Batu Kuning telt 717 inwoners (volkstelling 2010).